# Геринк, Йосеф
Йо́сеф Ге́ринк (чеш. Josef Herink; 1915—1999) — чешский миколог-систематик.

## Биография
Йосеф Геринк родился в Праге 26 декабря 1915 года. Учился в Карловом университете в Праге, после чего работал врачом в Турнове и Мнихово-Градиште. В 1945 году стал одним из членов-основателей Чехословацкого микологического клуба.
Начиная с 1947 года Геринк активно печатал статьи для журнала Česká mykologie, он был одним из его основателей.
Геринк занимался изучением видового состава таких сложных в систематическом плане родов, как Лепиота, Паутинник, Опёнок, Энтолома, Мицена, Омфалина, Гигроцибе. Он придавал очень большое таксономическое значение химическим цветовым реакциям грибов, таким образом стараясь облегчить определение видов без учёта их микроскопических характеристик. Гербарные образцы, собранные Геринком, хранятся в микологическом отделении Пражского национального музея.
Йосеф Геринк был заинтересован в охране редких видов грибов, он является одним из авторов Красной книги грибов Чехии 1995 года, иллюстрации к которой выполнены его младшим братом Яном Геринком. В 1958 году он выпустил книгу по отравлениям грибами, также проиллюстрированную Яном Геринком.
20 августа 1999 года Йосеф Геринк скончался в городе Мнихово-Градиште.

## Некоторые научные публикации
- Herink, J. Otravy houbami. — Praha, 1958. — 127 p.

## Грибы, названные в честь Й. Геринка
- Agaricus herinkii Wasser, 1996
- Ceriporia herinkii Vampola, 1996
- Conocybe herinkii Svrček, 1996 [= Conocybe macrocephala Kühner & Watling, 1980]
- Coprinus herinkii Pilát & Svrček, 1967 [≡ Coprinopsis herinkii (Pilát & Svrček) Redhead, Vilgalys & Moncalvo, 2001]
- Gymnopus herinkii Antonín & Noordel., 1996
- Sepultaria herinkii Svrček, 1948 [≡ Geopora herinkii (Svrček) Senn-Irlet, 1989]